# Kandang (Tebo Tengah)
Kandang is een bestuurslaag in het regentschap Tebo van de provincie Jambi, Indonesië. Kandang telt 2450 inwoners (volkstelling 2010).